# Zanaft
Zanaft (persiska: زنفت) är en ort i Iran.   Den ligger i provinsen Nordkhorasan, i den nordöstra delen av landet, 600 km öster om huvudstaden Teheran. Zanaft ligger 1 480 meter över havet och antalet invånare är 507.
Terrängen runt Zanaft är huvudsakligen kuperad, men åt sydväst är den platt. Runt Zanaft är det ganska glesbefolkat, med 30 invånare per kvadratkilometer. Närmaste större samhälle är Qanbar Bāghī, 6,0 km sydost om Zanaft. Trakten runt Zanaft består i huvudsak av gräsmarker.